# Joan Medjid
Joan Medjid (ur. 29 września 1995) – francuska lekkoatletka specjalizująca się w biegu na 400 metrów przez płotki.
W 2013 w Rieti została wicemistrzynią Europy juniorów. Ósma zawodniczka juniorskich mistrzostw świata w Eugene (2014).
Rekord życiowy: 57,34 (21 lipca 2013, Rieti).

## Osiągnięcia
| Rok  | Impreza                        | Miejsce | Konkurencja                     | Lokata     | Wynik (s) |
| ---- | ------------------------------ | ------- | ------------------------------- | ---------- | --------- |
| 2013 | Mistrzostwa Europy juniorów    | Rieti   | bieg na 400 metrów przez płotki | 2. miejsce | 57,34     |
| 2013 | Mistrzostwa Europy juniorów    | Rieti   | sztafeta 4 × 400 metrów         | 7. miejsce | 3:40,21   |
| 2014 | Mistrzostwa świata juniorów    | Eugene  | bieg na 400 metrów przez płotki | 8. miejsce | 58,84     |
| 2015 | Młodzieżowe mistrzostwa Europy | Tallinn | bieg na 400 metrów przez płotki | półfinał   | 58,52     |